# Lückendorf

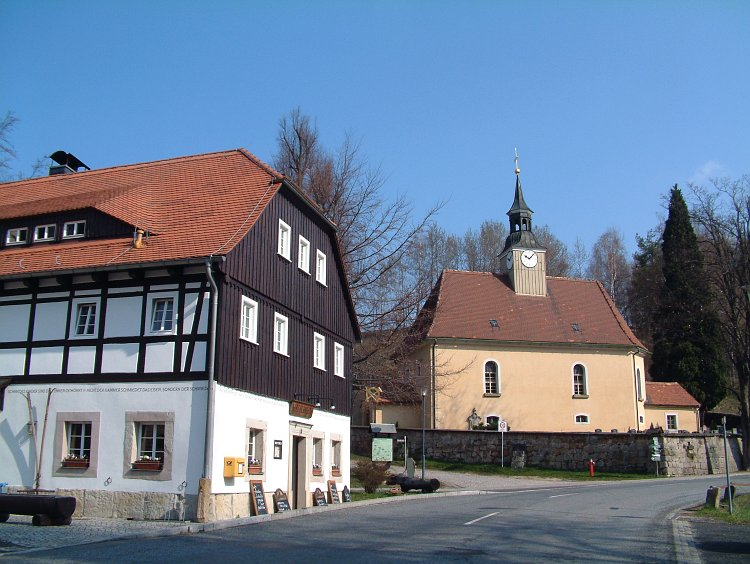
Lückendorf Niederdorf: Kirche und Alte Schmiede

Lückendorf ist ein Ortsteil von Oybin im Südosten Sachsens, an der Grenze zu Tschechien im Landkreis Görlitz. Bis zur Eingemeindung am 1. Januar 1994 war der Luftkurort Lückendorf eine selbständige Gemeinde.

## Geografie und Verkehr
Lückendorf liegt als einziger deutscher Ort auf der Südseite des Zittauer Gebirges. Er erstreckt sich auf einer Höhe von 398 bis 515 m ü. NHN. Drei Kilometer westlich des Ortszentrums befindet sich der Gipfel des zweithöchsten Berges im Zittauer Gebirge, des Hochwalds.
Lückendorf ist von Oybin über den Pass Kammloch sowie von Zittau über Eichgraben, früher B 96, jeweils über die Staatsstraße 133 zu erreichen.
Im Niederdorf führt die Gabler Straße, vorbei an der Kirche und dem Gasthof „Alte Schmiede“, im Tal des Niederauwassers zum tschechischen Nachbarort Petrovice (dt. Petersdorf, Gemeinde Jablonné v Podještědí). Der Grenzübergang Lückendorf–Petrovice ist für PKW bis 3,5 Tonnen sowie für Busse zugelassen.

## Geschichte
Ein steinernes Beil aus der Zeit zwischen 1700 und 1500 v. Chr. ist das älteste Zeugnis menschlicher Aktivität auf dem heutigen Territorium Lückendorfs, es kann aufgrund der Fundumstände aber auch erst im Mittelalter hierher gelangt sein. Das Zeichen der ältesten Besiedelung ist ein spätslawischer Gefäßrest aus dem 11./12. Jahrhundert. Lückendorf als Ansiedlung entstand um 1300 unterhalb des Lückendorfer Passes, welcher die günstigste Stelle beim Überqueren des Zittauer Gebirgskammes darstellt. Die Gabler Straße ist eine alte Handelsstraße, die eine wichtige Verbindung zwischen Ostsee und Mittelmeer bzw. Zittau und Deutsch Gabel (Jablonné v Podještědí) in Böhmen darstellte.
1391 findet man die erste urkundliche Erwähnung Lückendorfs. 1691 wurde im Niederdorf die evangelische Dorfkirche erbaut, die wegen ihres üppigen Bauernbarocks bekannt ist.
1859 brachte der Bau der Eisenbahnlinie nach Reichenberg bedeutende Veränderungen. Die Passstraße büßte immens an Bedeutung ein. Der Ort entvölkerte sich zusehends. So sank die Einwohnerzahl zwischen 1834 und 1910 von 571 auf 380 Einwohner.
1893 entdeckten Dresdner Lehrer den Ort und mieteten sich in leere Häuser ein. Damit kamen immer mehr Sommerfrischler in den Ort, der wegen seiner guten Luft bekannt war. 1897 baute der Zittauer Baumeister Fritsche das erste Kurhaus am Brandberg. Es wurde 1927 als Predigerseminar der Ev.-Luth. Landeskirche Sachsen durch den Landesbischof Ludwig Ihmels eingeweiht. Es folgten ein Sanatorium (Herzsanatorium Balster), Pensionen und private Ferienzimmer. 1925 wurde der Ort durch eine Autobuslinie mit Zittau verbunden. 1930 hatte fast jedes zweite Haus Ferienzimmer zu vermieten.
Nach dem Zweiten Weltkrieg brachten ein großes FDGB-Ferienheim (ehemals Gasthof zum Kretscham) im Niederdorf sowie eines im Oberdorf (FDGB-Ferienheim „Karl Lukas“) jährlich tausende Urlauber nach Lückendorf. Letzteres wurde bis Herbst 2020 als Lückendorfs größtes Hotel Hochwaldblick betrieben und verfällt seitdem. Der Kretscham und das Kurhaus stehen ebenfalls leer. 1971 wurde Lückendorf staatlich anerkannter Erholungsort, heute gehört er nicht mehr dazu (Stand 2018).
1994 endete die Selbständigkeit Lückendorfs mit der Eingemeindung nach Oybin.

## Politik

### Bürgermeister
Bei der Bürgermeisterwahl 2018 wurde Tobias Steiner (SPD) neuer Bürgermeister von Lückendorf. Er setzte sich im zweiten Wahlgang mit 384 Stimmen gegen den bisherigen Amtsinhaber Hans-Jürgen Goth (DIE LINKE) durch.

## Persönlichkeiten mit Bezug zu Lückendorf
- Martin Grünwald (1664–1716), Geistlicher, Theologe, Lehrer und Kirchenlieddichter, Pfarrer des Ortes
- Willy Müller-Lückendorf (1905–1969), Maler

## Kultur und Sehenswürdigkeiten
- barocke Kirche im Niederdorf

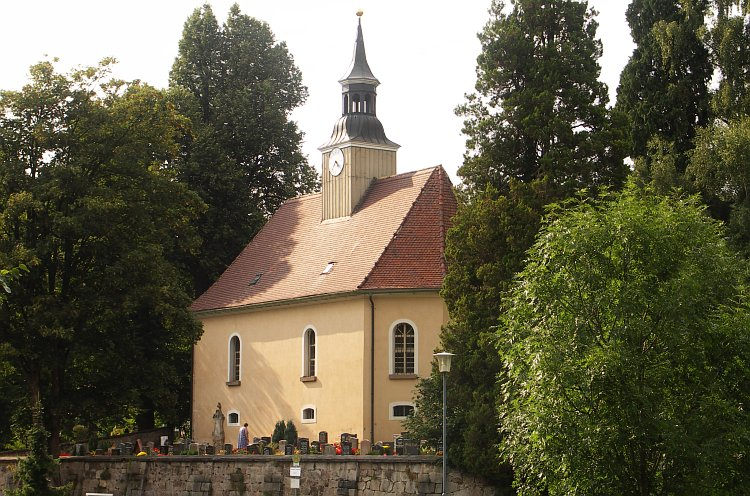
Kirche im Niederdorf

- schönes denkmalgeschütztes Wohnhaus mit Fachwerk neben der alten Barockkirche

## Wanderziele und Naturdenkmale
- Große Felsengasse mit Muschelsaal
- Burgruine Karlsfried
- Scharfenstein
- Kelchstein
- Sommerberg
- Fuchskanzel
- Hochwald mit Aussichtsturm und zwei Bergbauden
- Töpfer mit Bergbaude und Böhmischer Aussicht
- Weißbachtal
- Sokol/Falkenberg auf tschechischer Seite
- 1500-jährige Eibe, das genaue Alter dürfte weniger sein

## Sport

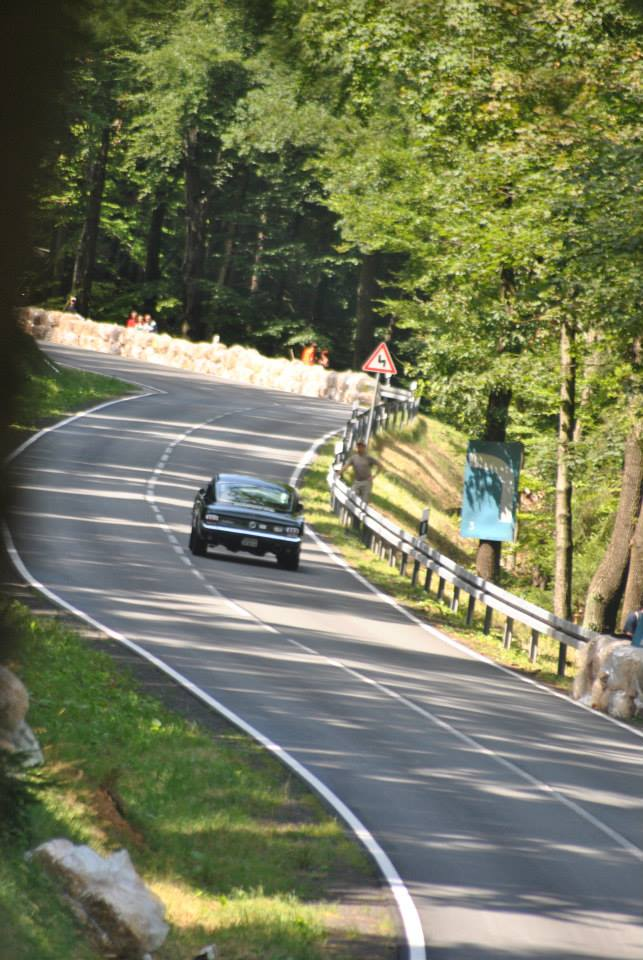
Teilnehmer beim Lückendorfer Bergrennen

Seit 2000 findet jeweils im August wieder das Lückendorfer Bergrennen statt. Es führt über eine Strecke von vier Kilometern Länge zwischen Zittau-Eichgraben und Oybin-Lückendorf, die 209 Höhenmeter überwindet. Zum ersten Mal ist das Rennen 1923 ausgetragen worden. Damals (z. B. 1932) waren Fahrer wie der „Bergkönig“ Hans Stuck, Tom Bullus, der Dresdner Hans Lewy (Teamkollege von Paul Pietsch) oder der „Pechvogel“ Manfred von Brauchitsch am Start. Bis auf eine Pause zwischen 1970 und dem Jahr 2000 findet es jeden Sommer statt. Es ist die älteste Bergrennstrecke Deutschlands.
Am Sommerberg sowie am Hochwaldblick gibt es einen Skilift. Auf Grund der Höhenlage ist Lückendorf als Paradies für Skilanglauf bekannt. Der Skilift am Sommerberg ist seit dem Jahr 2006 aufgrund fehlender Gelder nicht mehr in Betrieb.